# Léon d’Ymbault

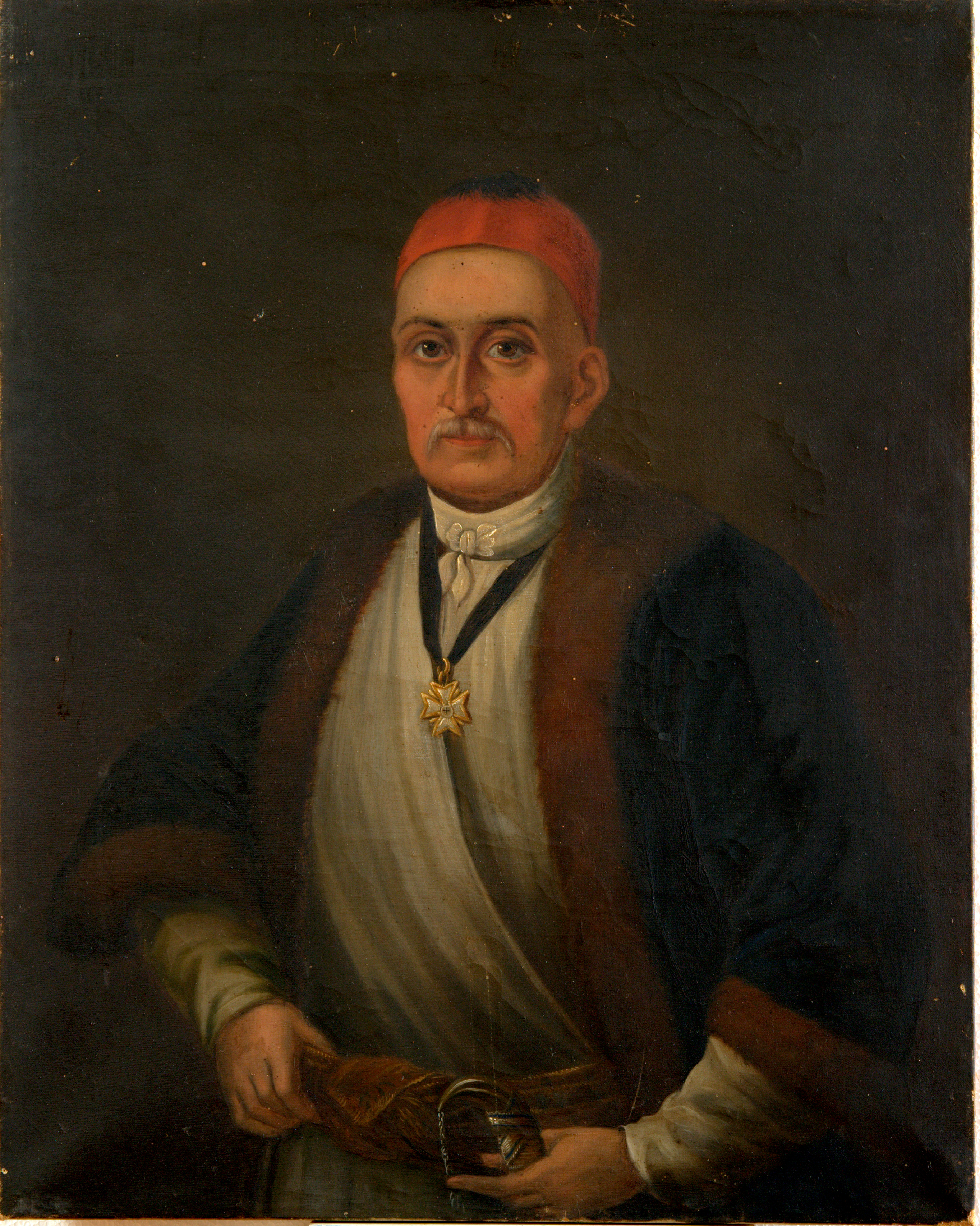
Leon d'Ymbault

Léon d’Ymbault de Manthay (auch: Leon d’Ymbault, Leon d’Imbault, Leon von Imbolt, Leon Imbo; * um 1700 in Dragomesti, Republik Venedig; † März/April 1781 in Czernowitz) war der letzte moldauische Bürgermeister von Czernowitz vor der Annexion der Bukowina durch Österreich im Jahr 1775.

## Herkunft

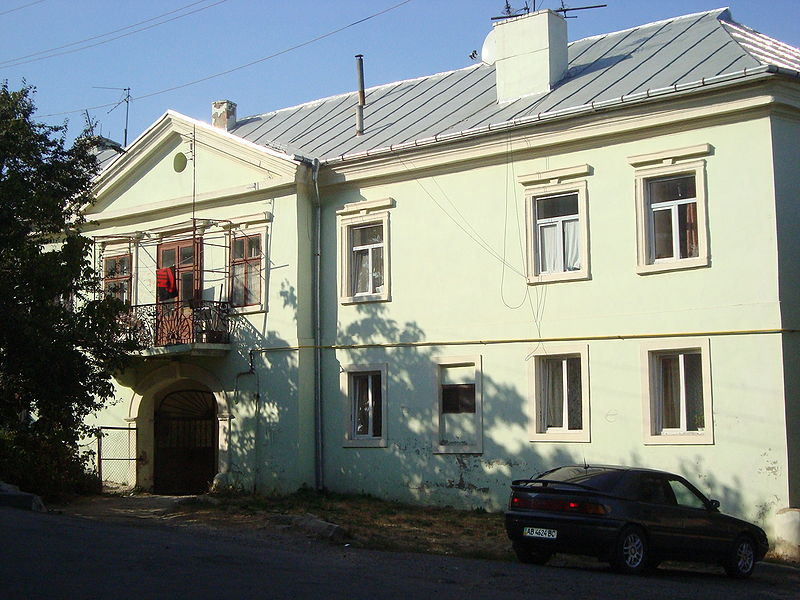
Palais Hurmuzachi-Logothetti, Zankovetskaya Straße Ecke mit Hauptstraße in Czernowitz

Léon Ritter d’Ymbault stammte aus dem niedrigen adligen Geschlecht französischer Malteserritter Ymbault de Manthay. Über seine Eltern ist nichts bekannt. Er wurde in der damals venezianischen Stadt Dragomesti (jetzt Aστακός in der Region Ätolien-Akarnanien), etwa im Jahre 1700, geboren. Das genaue Geburtsdatum ist unbekannt.

## Karriere
In den Jahren 1721–1726 wurde Ymbault im Kapuzinerkloster in Pera (der europäische Stadtteil von Konstantinopel) ausgebildet. 1730 bekam er eine Stelle als Drogman (Dolmetscher) bei der dortigen französischen Gesandtschaft. 1734 wurde er als Dolmetscher nach Kandia (Kreta) und 1735 nach Morea (Peloponnes) geschickt. Seine Kenntnisse slawischer Sprachen bestimmten die weitere Karriere. 1739 war das Fürstentum Moldau vorübergehend von den Russen besetzt. Seit 1740 arbeitete Ymbault als Drogman im moldauischen Dienst und unternahm für die moldauischen Herrscher verschiedene Reisen in die slawischen Nachbarstaaten. Laut der im Familienarchiv vorhandenen Reisepässe war er 1740/41 in Kiew, in 1749 in Krakau und 1769 in Sankt-Peterburg.
Mai 1757 wurde er Kapitän der wichtigen Grenzfestung Soroca (jetzt Moldawien) und bekam den Titel eines Mare Paharnic (Großmundschenk). 1768 wurde er zum Starosten von Czernowitz ernannt, wo er sich ein Haus in der Nähe der Paraschewakirche erbaute (Kataster Czernowitz Nr. 352), das in einer später umgebauten Version noch immer, als Palais Hurmuzachi-Logotheti, besteht.
Er wurde in der Zeit der russischen Besatzung von Czernowitz (1771–1773) ersetzt von Ilie Herescul, war dann im Jahre 1773 wieder Starosta, soll aber im Sommer 1773 abgesetzt sein wegen heimlichen Kontakten mit dem österreichischen General Vincenz von Barco. Ob dies stimmt, ist nicht deutlich, es wurde jedenfalls kein neuer Starosten benannt. Nach dem definitiven Entschluss im Jahre 1775, dass die Bukowina an Österreich abgetreten wurde, musste Ymbault das Amt des Starosten endgültig niederlegen. Noch im Jahre 1775 reiste er allerdings nach Sankt-Peterburg, wahrscheinlich um für seinen ehemaligen Herrn Grigore III. Ghica Hilfe beim russischen Hof einzuholen. Nach der Hinrichtung Ghicas am 11. Oktober 1777 zog Ymbault sich auf seine Güter zurück. Er gehörte angeblich nicht zu den Adeligen, die am 12. Oktober 1777 der neuen Herrscherin der Bukowina, Kaiserin Maria Theresia, huldigten, wenn er auch weiter den neuen Herrschern gegenüber loyal war.
Am 19. Februar 1781 verfasste Ymbault sein Testament, in dem er seine Güter in Ober-Scheroutz (jetzt Горішні Шерівці/Horischni Scheriwzi) und Waschkoutz (jetzt Вашківці/Waschkiwzi) an seine Tochter und deren Kinder vermachte. Als das Testament am 30. Mai 1781 registriert wurde, war seine Gattin schon Witwe. Daher muss Ymbault im März oder April 1781 gestorben sein.

## Familie

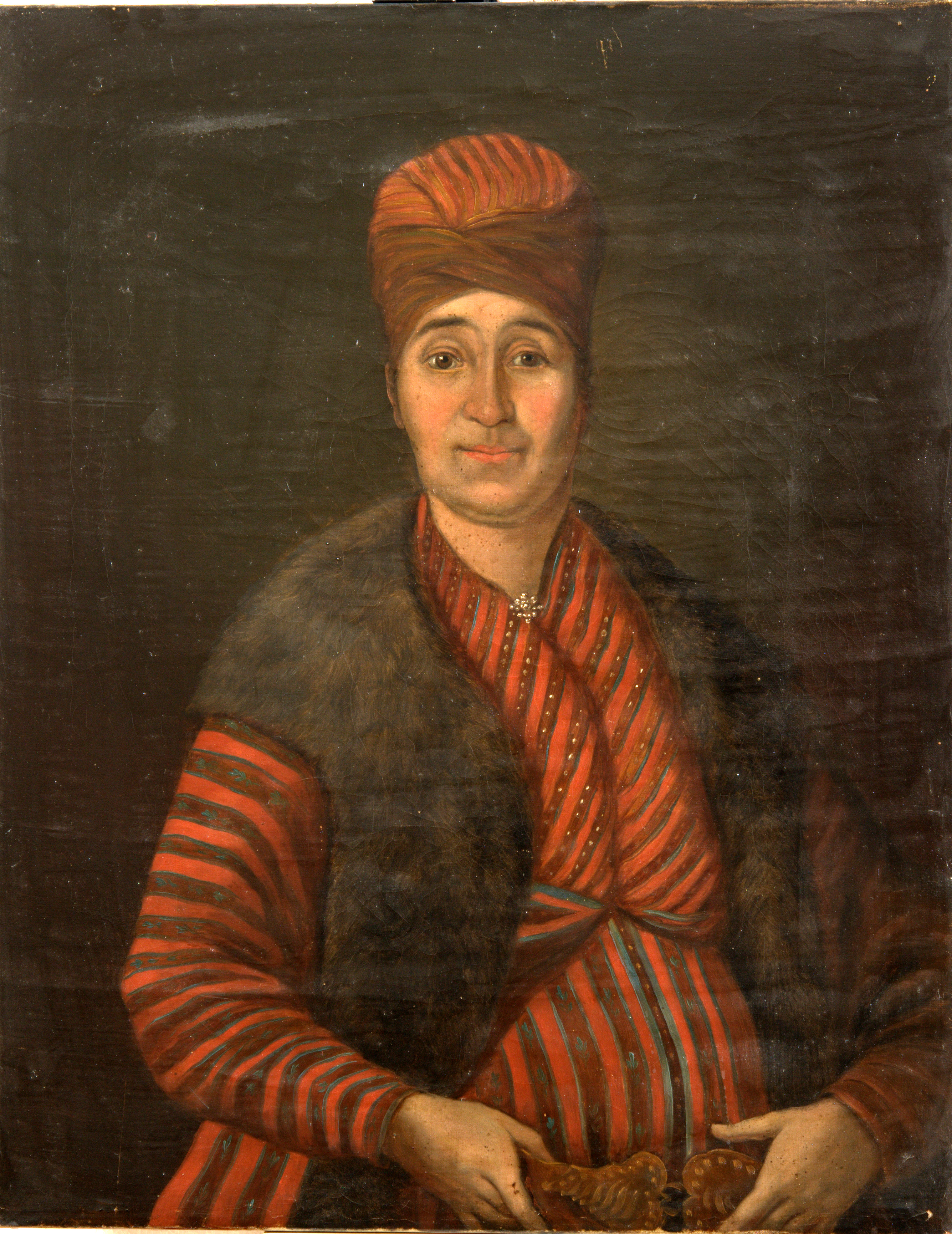
Anna Adreanna Vuczin

Ymbault heiratete im Jahre 1758, wahrscheinlich in Bukarest, Anna Adreanna Voutsina (Vuczin, Wutschin, 1719–1809) aus einer griechischen Phanariotenfamilie. Aus der Ehe ging eine Tochter,
Ekatarina d’Ymbault, hervor, die am 27. November 1759 in Bukarest geboren wurde. Seine Tochter heiratete den griechischen aus Zakynthos stammenden Jakob Graf Logothetti (1741–1802). Sie starb am 23. November 1785. Aus dieser Verbindung stammen alle rumänischen, ungarischen, mährischen, österreichischen und amerikanischen Nachfahren des gräflichen Geschlechts der Logothetti ab.